# Ley de Reubicación Indígena de 1956
La Ley de Reubicación Indígena de 1956 (o Indian Relocation Act of 1956), también conocida como Public Law 959 o como Adult Vocational Training Program (o Programa de Formación Profesional para Adultos) fue una ley estadounidense orientada conseguir que los indígenas de Estados Unidos abandonaran las reservas indias, adquirieran un oficio y acabaran asimilándose con la población mayoritaria. Esta ley formaba parte de la política de terminación india propia de aquella época, propiciando significativamente el crecimiento de la población de indígenas urbanos en las décadas subsiguientes.
En un contexto en el que el gobierno estadounidense iba retirando los subsidios a los indígenas que vivían en las reservas, la Ley de Reubicación ofrecía costear los gastos que conllevaba trasladarse a vivir fuera de la reserva así como la capacitación profesional para aquellos que estuvieran dispuestos a abandonar las reservas y establecerse en ciertas ciudades elegidas por el gobierno.